# Ordine di San Sava
L'Ordine di San Sava fu una decorazione istituita per ordine del re Milan I di Serbia nel 1883.

## Storia
L'Ordine di San Sava venne originariamente istituito per ricompensare i civili meritevoli nelle arti e nelle scienze. Nel 1914 venne varata una modifica allo statuto dell'Ordine stabilendo che esso potesse essere concesso anche a militari per le medesime distinzioni
L'ordine terminò la propria esistenza con il crollo della monarchia serba nel 1945, ma venne recuperato dalla Chiesa Ortodossa Serba che ne ha fatto un ordine di propria collazione.

## Insegne
La medaglia dell'ordine era composta di una croce maltese smaltata di bianco e bordata di blu avente nell'incavo delle proprie braccia delle piccole aquile bicefale dorate riportanti in petto lo stemma del Regno di Serbia. Al centro della croce si trova un ovale con il ritratto di San Sava attorniato da un anello blu con inciso in oro il motto "Tutto è stato ottenuto per il merito di uno". La croce era sormontata dalla corona reale che agganciava la decorazione al nastor.
La placca era composta della medesima croce ottagona montata su una stella d'oro e brillanti.
Il nastro era bianco con una striscia azzurra per parte.

## Gradi
L'Ordine si suddivide nei seguenti gradi di benemerenza:
- Cavaliere di Gran Croce
- Grand'Ufficiale
- Commendatore
- Ufficiale
- Cavaliere

| Nastri    |           |              |                 |                         |
| Cavaliere | Ufficiale | Commendatore | Grand'Ufficiale | Cavaliere di Gran Croce |

## Altri ordini
Esiste anche un altro Ordine di San Sava, conferito però a livello religioso dalla Chiesa ortodossa serba dopo il 1945.
Esiste ad oggi anche una confraternita con il nome simile di Ordine Leale di San Sava (Loyal Order of St. Sava), fondata nel 1947 e organizzata per svolgere interazioni sociali tra i serbi residenti a Milwaukee (Wisconsin), e la madrepatria.

## Insigniti notabili
- Albert Meyer
- Dmitrij Medvedev, presidente della Federazione Russa
- Bogoljub Karić, affarista serbo
- Dejan Bodiroga, cestista serbo
- Vlade Divac, cestista serbo
- Vladeta Jerotić, scrittore e psichiatra serbo
- Miroslav Misković, imprenditore serbo
- Milka Forcan, imprenditore serbo
- Draško Petrović, imprenditore serbo
- Nenad Bogdanović, sindaco di Belgrado
- Rados Ljušić, storico serbo
- Matija Bečković, scrittore serbo
- Novak Đoković, tennista serbo
- Nikola Mirotić, cestista ispano-montenegrino
- Brigata Paracadutisti Folgore, unità militare italiana
- Dame Louise Margaret Leila Wemyss, Lady Paget